# Edward Davis
Pour les articles homonymes, voir Davis.

Fanion d'Edward Davis

Possiblement né d'ancêtres flamands, Edward Davis a écrit un livre autobiographique signé « Nathaniel Davis » au début du XVIIIe siècle. C'était l'un des capitaines anglais des pirates du Panama, faisant partie des « aventuriers du Pacifique » aux côtés des pirates britanniques Bartholomew Sharp et John Coxon dans les années 1680.

## Un équipier de John Cooke puisLionel Wafer
En 1683, alors qu'il revend des prises de courses en Virginie, il se joint à une expédition corsaire sous le contrôle de John Cooke. En 1684, Edward Davis, renforcé d'un corps de flibustiers français, sous le commandement de François Grognier et Pierre le Picard entra dans les mers du Sud avec dix vaisseaux, et commit de grands ravages sur les côtes du Pérou. C'est l'époque où il se lie avec Lionel Wafer, qui comme lui écrira des récits de course.
Cependant, en 1685, un groupe de 341 corsaires français se séparent de lui pour aller combattre exclusivement avec François Grognier.

## La possible découverte de l'île de Pâques
En 1687, le flibustier devient skipper sur le Batchelor's Delight, faisait route des îles Galápagos à la Terre de Feu lorsqu'il rencontra une île sablonneuse accompagnée, plus à l'Ouest, d'une vaste étendue de terre qu'il ne fit qu'apercevoir. Les récits de cette découverte par Lionel Wafer et par William Dampier, positionnent l'île sablonneuse à peu près à la latitude de Copiapo au Chili, et à "500 lieues" de la côte, soit environ 2778 km. Après de nombreuses recherches de cette "Terre de Davis" au cours des siècles suivants, seule l'île de Pâques sera trouvée sur cette latitude, quoique beaucoup plus à l'Ouest et ne ressemblant pas à la description qui en est faite par Wafer. Il est cependant fréquemment affirmé que la terre aperçue par Davis soit l'île de Pâques.
Après son passage à Guayaquil, prise par le capitaine François Grognier, il retourna aux Antilles via le cap Horn. Ensuite, il s'embarqua sur un sloop qui le conduisit en Virginie en mai 1688. En juin suivant, son ami Lionel Wafer, John Hingson et lui furent arrêtés par le capitaine Simon Rowe, emprisonnés à Jamestown pendant un an, puis expédiés en Angleterre pour y être jugés.
Après un an à la prison de Newgate, ils furent graciés en 1691, et entrèrent en négociations secrètes avec le gouvernement français. En 1693, Davis et ses deux acolytes retournèrent en Virginie pour récupérer une partie de leur butin confisqué, moyennant un don de 3 000 sterling au Collège de William et Mary.

## Le passage au Panama
En 1702, il s'embarqua à la Jamaïque puis pour le Rendez-vous de l'île d'Or au Panama, où il persuada les Indiens Kunas du Darien de le conduire jusqu'aux mines d'or de Santa Cruz de Cana, expédition qu'il a racontée dans un livre. Après douze jours de marche dans la jungle, le groupe de 400 Anglais et Indiens armés s'empare du site minier où ils trouvent 70 esclaves noirs au travail et récolte 8 livres d'or.